# En Stoemelings (brouwerij)

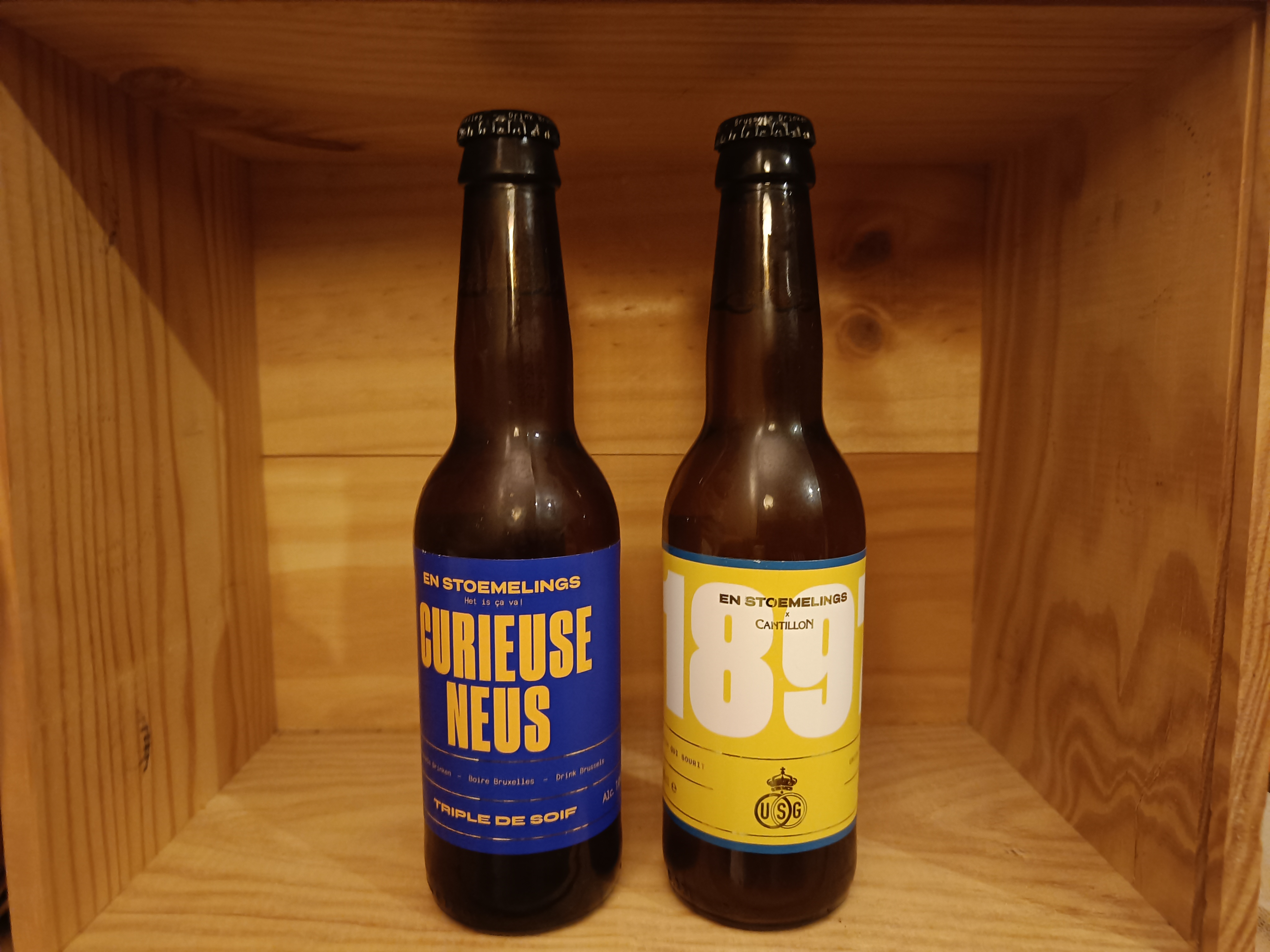
Flesjes Curieuse Neus en 1897

En Stoemelings was een Belgische ambachtelijke brouwerij in Brussel. Ze produceerde van 2015 tot 2024 een divers assortiment craftbieren, waarvan Curieuse Neus het voornaamste was. 

## Geschiedenis
De oprichters Denys Van Elewyck en Samuel Languy waren jeugdvrienden die begonnen te brouwen in een kelder aan de zuidrand van Brussel. Hun eerste bier was de tripel Curieuse Neus en werd gelanceerd in 2015. In de zomer van dat jaar betrokken ze een kleine brouwruimte in de Spiegelstraat in de Marollen. In november 2017 konden ze de productie opschalen door een verhuizing naar de incubator Greenbizz in de Dieudonné Lefèvrestraat in Laken. Daar beschikten ze over ketels van 1800 liter.
De brouwerij creëerde diverse gelegenheidsbieren. Vanaf 2022 maakte En Stoemelings voor de voetbalploeg Royale Union Saint-Gilloise het clubbier 1897, een assemblage van saison en lambiek van Brouwerij Cantillon.
De coronajaren 2020-2022 waren financieel lastig voor de brouwerij en ook daarna bleef de winst dalen. In juli 2024 verkocht En Stoemelings noodgedwongen haar productiemateriaal aan twee horecaondernemers. De poging om een aantal van haar bieren elders te laten brouwen in onderaanneming, bleek niet levensvatbaar. Op 16 december 2024 werd het bedrijf failliet verklaard.
In mei 2025 werd aangekondigd dat het handelsfonds van En Stoemelings was overgekocht door het project Bières de Quartier en dat de Curieuse Neus en enkele andere bieren verder zouden worden gecommercialiseerd door de nieuwe entiteit Pintjes. Daarin kregen de twee oprichters van En Stoemelings een minderheidsbelang, naast Bières de Quartier. Het brouwen zelf zou gebeuren in de installaties van onderaannemers, te beginnen met Brasserie Illegaal. In een eerste fase werd daar de productie van de Curieuse Neus heropgestart.

## Bieren
Enkele van de bekendste bieren van de brouwerij waren:
- Curieuse Neus, tripel, 7%
- Jawa, IPA, 6,5%
- 1897, saison met lambiek, 5,7%
- Chike Madame, witbier met jasmijn, 4%
- Noirølles, porter, 5%
- Tanteke, saison, 7%
- Vogelpik, 6%
- Hoppy Madame, 4,5%

In de collectie Expérimentation Sauvage produceerde de brouwerij ook bieren gerijpt op vat. Deze werden verkocht in flessen van 75 cl en waren vooral bestemd voor het buitenland.

## Voetnoten
1. ↑  Eoghan Walsh, Brasserie En Stoemlings - moving up, and moving out of the Marollen, Brussels Beer City, 2017 (bezocht 8 februari 2025)
2. 1 2 3  Brouwerij En Stoemelings verkoopt productiemiddelen om faillissement te voorkomen, BRUZZ, 16 juli 2024
3. ↑  Eoghan Walsh, Brasserie En Stoemelings Redux // Let It Grow, Brussels Beer City, 2018 (bezocht 8 februari 2025)
4. ↑  Union brengt nieuw bier '1897' op de markt, BRUZZ, 25 januari 2022
5. ↑  La microbrasserie bruxelloise "En Stoemelings" déclare faillite après 10 ans d'activité, L'Écho, 3 februari 2025
6. ↑  Na tien jaar valt doek definitief voor brouwerij En Stoemelings, BRUZZ, 4 februari 2025
7. ↑  Bières de Quartiers blaast failliete brouwerij En Stoemelings nieuw leven in, BRUZZ, 15 mei 2025
8. ↑  La brasserie En Stoemelings renait de ses cendres aux côtés des Bières de Quartier, BX1, 19 mei 2025